# Ресіфі (мікрорегіон)
Ресіфі (порт. Recife) — мікрорегіон в бразильському штаті Пернамбуку у складі мезорегіону Агломерація Ресіфі. Складається з 8 муніципалітерів, включаючи столицю штату місто Ресіфі та його найстаріше місто Олінду.
| Назва                   | Населення |
| ----------------------- | --------- |
| Абреу-і-Ліма            | 92 242    |
| Камаражібі              | 136 381   |
| Жабоатан-дус-Гуарарапіс | 665 387   |
| Морену                  | 52 830    |
| Олінда                  | 391 433   |
| Пауліста                | 307 284   |
| Ресіфі                  | 1 533 580 |
| Сан-Лоуренсу-да-Мата    | 95 304    |
| Усього                  | 3 274 441 |